# Idea daos
Idea daos är en fjärilsart som beskrevs av Thomas Horsfield och Moore 1857. Idea daos ingår i släktet Idea och familjen praktfjärilar. Inga underarter finns listade i Catalogue of Life.